# Can Vila-seca
Can Vila-seca és una obra amb elements gòtics i renaixentistes de Sant Bartomeu del Grau (Osona) inclosa a l'Inventari del Patrimoni Arquitectònic de Catalunya.

## Descripció
Gran casa coberta amb teulada a dues vessants, amb cantoneres de pedra treballada.
A la façana principal hi ha un gran portal dovellat, damunt un finestral amb carots i motius renaixentistes molt erosionats. A la banda dreta i esquerra també hi ha finestres de pedra treballada.
Davant la casa hi ha una lliça amb un petit pati interior. També s'hi troben unes quadres i un graner.
A la part posterior de la casa hi ha un cos afegit amb dues arcades rebaixades fetes amb totxana.

## Història
La conservació de part de la documentació d'aquest mas ens permet la seva citació.
La primera data es remunta a l'any 1199, en la donació que efectuen Bernat de Vilaseca y Laureta Sua a Mir Bernat i Ramón, germà seu.
Al llarg de l'edat mitjana la trobem sovint documentada, en una venda feta l'any 1476, en uns capítols del 6 d'agost de 1679, el 30 de gener de 1748, el rector capbreuer major de la Seu de Vic firmà àpoca amb cessió de drets a favor de Josep Vilaseca, hereu del mas Vilaseca.